# Гералтов
Гералтов (слч. Geraltov) насељено је мјесто са административним статусом сеоске општине (слч. obec) у округу Прешов, у Прешовском крају, Словачка Република.

## Становништво
| Година:    | 1994. | 2004.    | 2014.    | 2024.    |
| ---------- | ----- | -------- | -------- | -------- |
| Број људи: | 157   | 127      | 141      | 110      |
| Разлика:   |       | -19,10 % | +11,02 % | -21,98 % |

| Година:    | 2023. | 2024.   |
| ---------- | ----- | ------- |
| Број људи: | 113   | 110     |
| Разлика:   |       | -2,65 % |

Према подацима о броју становника из 2024. године насеље је имало 110 становника.